# Залотом'ятий водоспад
Залотом'я́тий (Золотом'ятий) — водоспад в Українських Карпатах (масив Сколівські Бескиди). Розташований на південь від села Кам'янка Стрийського району Львівської області. 
Висота водоспаду — 1,5 м. Утворився в місці, де потік Залотом'ятий (притока Кам'янки) перетинає горизонтальний пласт флішу. Вода спадає кількома невисокими каскадами, які нагадують сходи. 
Водоспад легкодоступний, проте маловідомий.

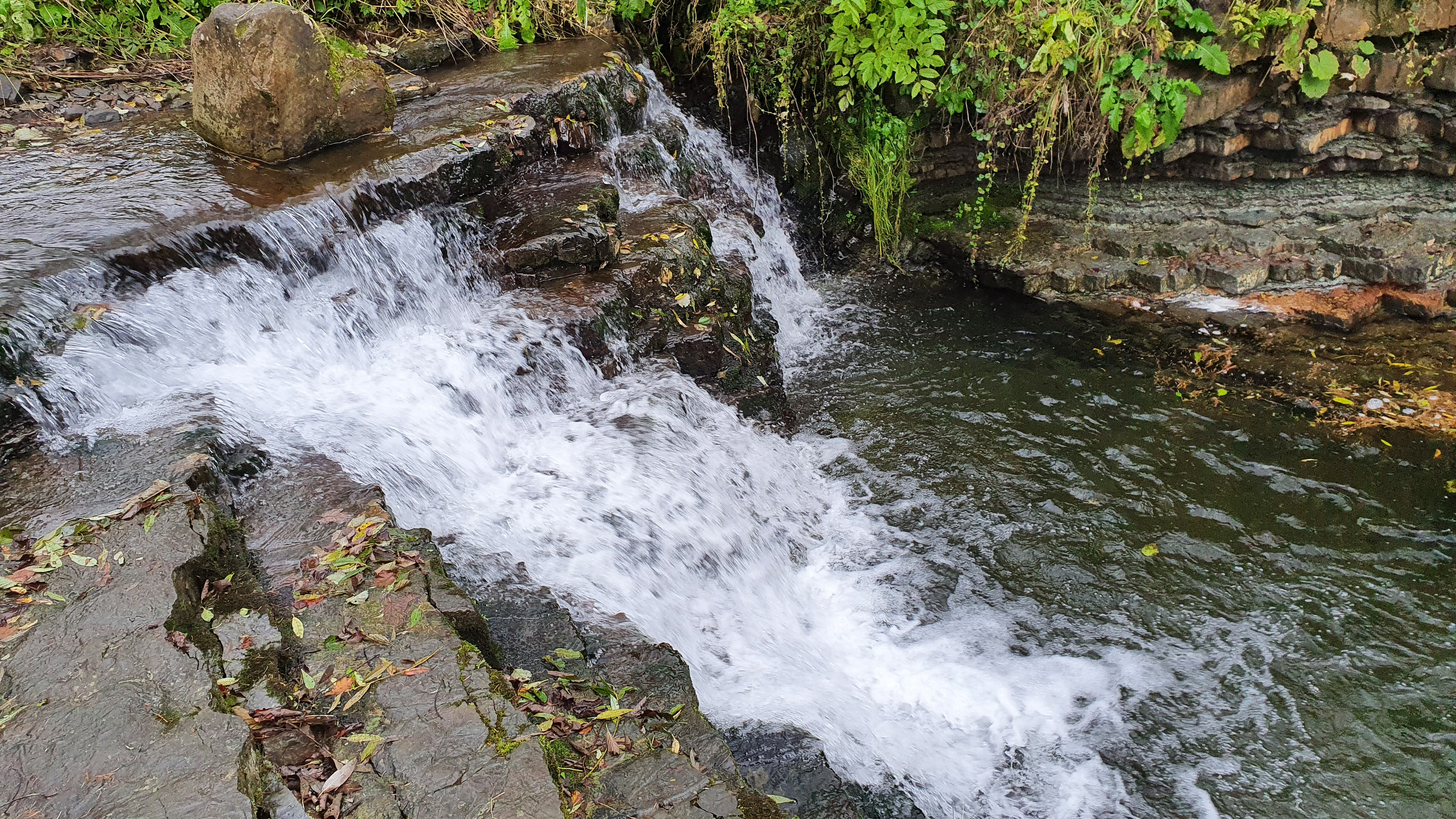